# Autoritratto (Benoist)
L'Autoritratto (in francese Autoportrait; in tedesco Selbstbildnis), il cui titolo completo in francese è Autoportrait copiant le Bélisaire et l'enfant à mi-corps de David ("Autoritratto [dell'artista] che copia il Belisario e il ragazzo a mezzobusto di David") è un quadro della pittrice francese Marie-Guillemine Benoist, nata Laville-Leroulx, che ella espose alla mostra della gioventù a Parigi, nel 1786. Nel 2020 venne acquistato dalla Staatliche Kunsthalle di Karlsruhe, in Germania.
Si tratta del ritratto più celebre dell'artista. 

## Storia
Il quadro rimase nelle mani di Marie-Guillemine Benoist fino alla sua morte, dopodiché venne ereditato dal suo secondo figlio, Denis Benoist d'Azy. Nel 1913, quando venne presentato al pubblico nel corso della mostra David et ses élèves organizzata al Petit Palais, apparteneva alla pronipote dell'artista, Thérèse Benoist d'Azy (1858-1940), marchesa de l'Espinay, moglie di Zénobe Alexis de Lespinay, che lo conservò nel suo castello di Azy. Tramite sua figlia Jacqueline de Lespinay (1889-1977), sposata con Léopold de Croÿ, principe di Croÿ-Solre, in seguito l'autoritratto passò ai Croÿ-Solre.
Il 12 dicembre del 2004, l'autoritratto venne venduto all'asta a Parigi per 114.884 euro, un primato mondiale per un'opera dell'artista che non sarebbe stato battuto prima del 2020, quando venne venduta l'opera Psiche dà l'addio alla sua famiglia.
A quell'asta venne acquistato dalla compagnia di mercanti d'arte di New York Wildenstein & Co, l'opera venne esposta al pubblico varie volte nel corso degli anni successivi: alla mostra che celebrava il centenario della succursale nuovaiorchese di Wildenstein (New York, 2005-2006); alla grande retrospettiva dedicata ad Élisabeth Vigée Le Brun tenutasi alle gallerie nazionali del Grand Palais (Parigi, 2015-2016); infine alla mostra italiana su Ingres e la vita artistica al tempo di Napoleone al palazzo reale milanese (Milano, 2019).
L'autoritratto ricomparve sul mercato artistico nell'autunno del 2019 nel padiglione di Wildenstein & Co alla TEFAF novaiorchese, dove interessò molto i rappresentanti delle istituzioni culturali. Tra questi ultimi c'era Pia Müller-Tamm, direttrice della Staatliche Kunsthalle di Karlsruhe, in Germania, dove allora lavorava Astrid Reuter, che aveva dedicato la sua tesi di dottorato a Marie-Guillemine Benoist. Il museo tedesco annunciò di aver acquistato la tela nel novembre del 2020.

## Descrizione
L'artista si è ritratta fino alle ginocchia, seduta, mentre indossa una tunica bianca "alla greca" stretta sotto il seno da un nastro rosso, mentre la spalla destra è scoperta. I suoi lunghi riccioli castani, che ricadono sulle spalle, sono raccolti sopra la fronte da un nastro bianco. Delle lunghe collane di perle bianche le avvolgono il braccio sinistro. Un panno ocra, con un motivo floreale rosso sul bordo, avvolge la parte inferiore del corpo e le copre la coscia sinistra.

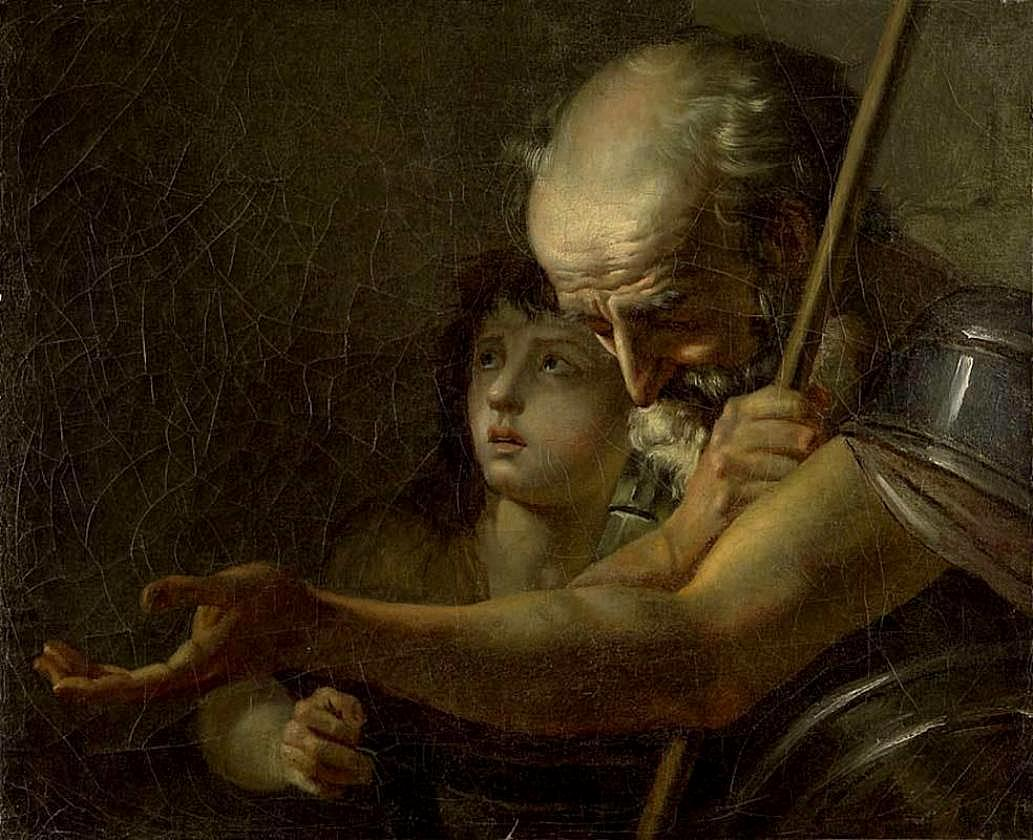
Jacques-Louis David, Belisario, 1780

Dei drappeggi ocra molto simili, se non identici, compaiono nei quadri di Jacques-Louis David, maestro di arie-Guillemine Benoist dal 1786: dei panni simili sono indossati da Andromaca nel Compianto di Andromaca sul corpo di Ettore (1783), da Sabina nel Giuramento degli Orazi (1785) oppure dalla donna nel Belisario chiede l'elemosina (1781).
L'artista si trova davanti a un cavalletto e guarda lo spettatore, mentre con la mano destra regge un pennello, rivolto verso la tela; la mano sinistra impugna la tavolozza e sette altri pennelli. Il quadro che sta copiando è Belisario, una primo quadro sul tema di Belisario dipinto dal suo maestro Jacques-Louis David a Roma tra il 1779 e il 1780, prima di dipingere Belisario chiede l'elemosina, esposto al Salone del 1781.